# Sidrolândia
Sidrolândia es un municipio brasileño ubicado en el estado de Mato Grosso del Sur, fundado en 1942.

## Geografía

### Información general
La población es de 53 639 habitantes, y su superficie es de 5286 km².
Aquí se encuentra la estación ferroviaria de Sidrolândia.

### Clima
El clima es tropical lluvioso de sabana, concentrándose las lluvias en los meses de noviembre, diciembre, y enero, y con un período de sequía en los meses más fríos (junio y julio).
Las precipitaciones anuales medias están entre los 1078 mm y los 1336 mm, con temperaturas que oscilan entre los 22 y los 35 grados Celsius.

## Economía
La economía, basada fundamentalmente en la agricultura y manufacturación de productos alimenticios, ha vivido en los últimos años un crecimiento intenso , con el asentamiento de varias industrias.
Sinrolandia es considerado el campeón estatal de asentamientos rurales, con un total de 11.